# Jonas Röjås
Jonas Sigvard Röjås, vanligen Röjås Jonas (Röjås var även hans gårdsnamn), född 6 september 1921 i Boda församling, Kopparbergs län, död 17 januari 1989 i Säbrå församling, Härnösand, Västernorrlands län,  var en svensk violinist, spelman, violinpedagog och musikadministratör. Han trakterade även musikinstrumentet träskofiol.

## Biografi
Röjås Jonas lärde sig spela i hemmet och utbildade sig senare vid Folkliga musikskolan i Arvika. Han arbetade som violinpedagog vid Framnäs folkhögskola utanför Piteå och senare vid Kapellsbergs musikskola i Härnösand, där han även var föreståndare 1961–1977 med vissa uppehåll. Han räknas som en pionjär som violinpedagog med låtspel på programmet. Han grundade 1976 musikhandledarlinjen vid Härnösands folkhögskola inom vilken 1970-talets samhällsorienterade och antielitistiska musiksyn fick en pedagogisk tillämpning. 
Rikspelman 1946 Skansen: Eriksson, Röjås Jonas, Boda, Fiol "För utmärkta låtar och vårdat spel."
http://fdr.dans.se/wp-content/uploads/2019/10/Riksspelm%C3%A4n-1936-2018.pdf
(Riksspelmän 1936-2018)